# 小行星8284
小行星8284（8284 Cranach）是一颗绕太阳运转的小行星，为主小行星带小行星。该小行星于1991年10月8日发现。

## 轨道参数
小行星8284的轨道半长轴为3.1036772 UA，离心率为0.138。